# Comino
Comino (maltesisk: Kemmuna) er den tredjestørste maltesiske ø. Kun 2 personer bor permanent på øen (2024).